# Samba duro
Samba duro é um gênero musical do estado da Bahia, derivado do samba de roda. De acordo com Tárik de Souza, o samba, baiano em sua gênese, continuou a se desenvolver na Bahia de forma independente em relação ao samba urbano carioca, contribuindo para originar novos gêneros tais como o próprio samba duro, o samba-reggae, o pagode baiano e a axé music.
Os blocos afro da Bahia, tais como o Ilê Aiyê, têm o samba duro na essência da sua sonoridade, juntamente com o ijexá e outros ritmos do Candomblé. O samba-reggae, por sua vez, é resultado da fusão do samba duro com o reggae jamaicano.
O samba duro é também o ritmo executado pelos grupos de samba junino, uma tradicional manifestação cultural de Salvador. Ademais, o pagode baiano tem no samba duro uma das suas mais importantes origens estilísticas.